# Milán-San Remo 1951
La Milán-San Remo 1951 fue la 42.ª edición de la Milán-San Remo. La carrera se disputó el 19 de marzo de 1951, siendo el vencedor final el francés Louison Bobet, que se impuso a su compatriota Pierre Barbotin.

## Clasificación final
| Posición | Ciclista         | Equipo          | Tiempo     |
| -------- | ---------------- | --------------- | ---------- |
| 1        | Louison Bobet    | Stella-Dunlop   | 7h 30' 23" |
| 2        | Pierre Barbotin  | Stella-Dunlop   | m. t.      |
| 3        | Loretto Petrucci | Bianchi-Pirelli | + 3' 19"   |
| 4        | Angelo Menon     | Stucchi         | + 3' 30"   |
| 5        | Raymond Impanis  | Alcyon-Dunlop   | + 3' 35"   |
| 6        | Rodolfo Falzoni  | Guerra          | + 5' 14"   |
| 7        | Sergio Maggini   | Atala           | m. t.      |
| 8        | Alain Moineau    | Ganna-Ursus     | m. t.      |
| 9        | Danilo Barozzi   | Atala           | m. t.      |
| 10       | Lido Sartini     | -               | m. t.      |